# Maimon Fraenkel
Maimon Fraenkel, Pseudonym: Maimon Fredau, (* 28. März 1788 in Schwersenz; † 27. Mai 1848 in Hamburg) war ein Lehrer und Publizist.

## Leben und Wirken
Maimon Fraenkel war der jüngste von fünf Söhnen des Kaufmanns David Joachim Fraenkel. Er erhielt eine Schulausbildung an einer Talmudschule und einer christlichen Stadtschule in seiner Heimatstadt. Ab dem 13. Lebensjahr besuchte er das jüdische Seminar in Gnesen und erhielt 1804 eine Stelle als Hauslehrer in Aschersleben. Zu diesem Zeitpunkt war er erst 16 Jahre alt. Fraenkel unterrichtete anschließend in Köthen und Dessau, bevor er 1813 Privaterzieher in Dresden wurde. Hier lernte er Karl August Böttiger und Johann Heinrich Gottlieb Heusinger kennen, die ihn dazu anregten, sein Wissen zu vertiefen. 1818 erhielt er eine Stelle als Privatlehrer in Altona und ging drei Jahre später nach Hamburg, wo er Bekanntschaft mit dem Prediger Gotthold Salomon machte. Gemeinsam riefen sie eine Schule für jüdische Knaben mit zugehörigem Internat ins Leben. Der Historiker Friedrich Karl Julius Schütz erwähnte die Schule der „Herren Doctoren Salomon und Fraenkel“ 1827 in seinem Nachschlagewerk Hamburg und Hamburg`s Umgegenden und bezeichnete sie als empfehlenswert.
Mit der Schulgründung 1821 beschrieben Fraenkel und Salomon in dem Werk Die Erziehungsschule ihren pädagogischen Ansatz. Fraenkel hielt diese Schrift höchstwahrscheinlich für sein bedeutendstes Werk. Den von ihm verfassten Text und weitere Werke reichte er an der Universität Rostock ein, die ihn am 17. Oktober 1825, ohne dort eine Prüfung abgelegt zu haben, zum Magister ernannte.

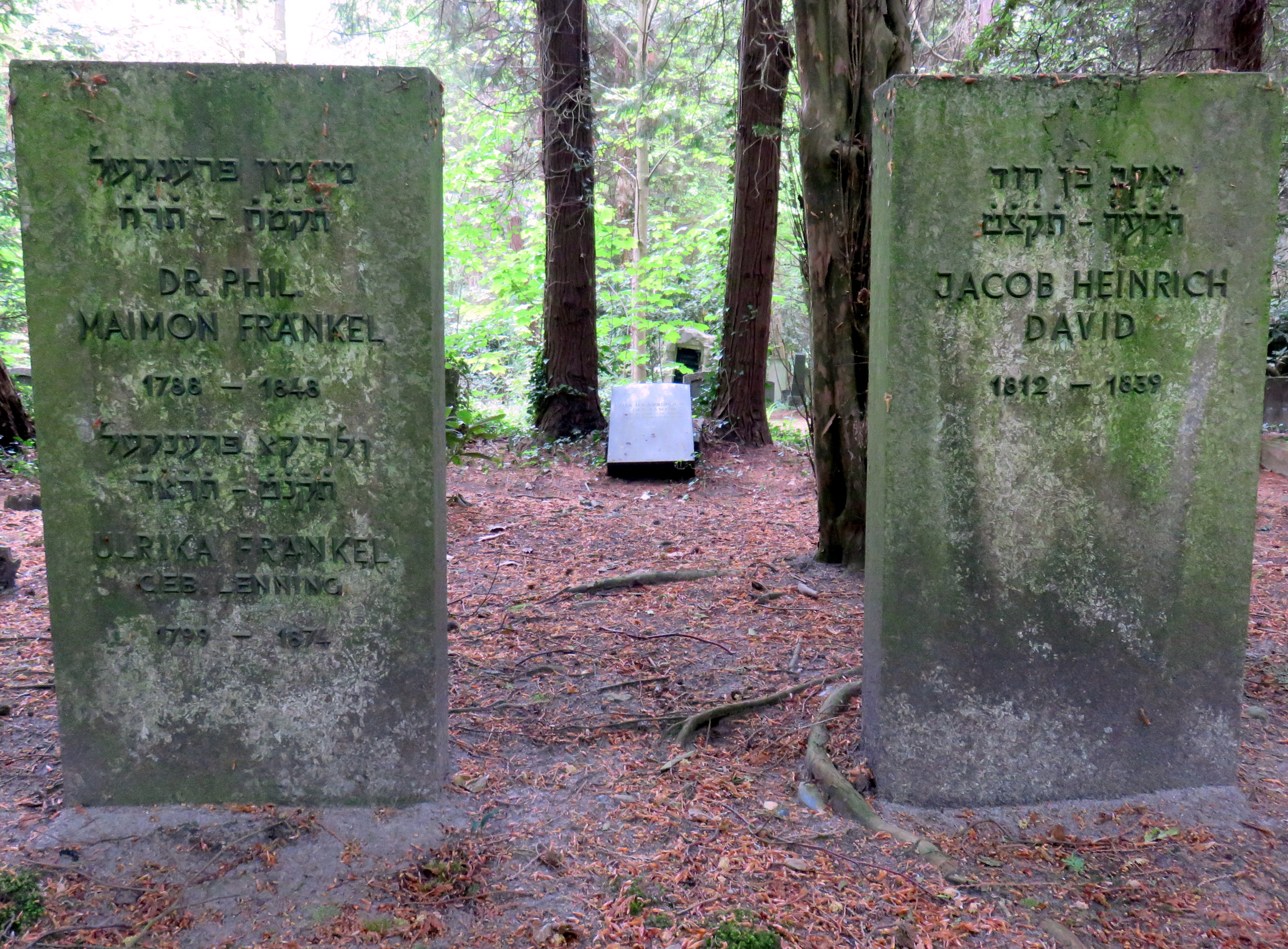
Gedenkstein (links) für Dr. phil. Maimon Fraenkel und Ehefrau, Jüdischer Friedhof Ilandkoppel

Neben der Arbeit an der Schule engagierte sich Fraenkel in der jüdischen Gemeinde und wurde 1832 Vorsteher des Tempelvereins. Gemeinsam mit Gotthold Salomon und Eduard Kley gehörte er zu den bedeutendsten Persönlichkeiten, die sich für die Emanzipation und Integration der Hamburger Juden einsetzten. Der Landesrabbiner Paul Meyer verfasste 1918 eine Festschrift anlässlich des 100-jährigen Bestehens des Israelitischen Tempels. Darin bezeichnete er Fraenkel als „einen der fähigsten Mitarbeiter“, die sich am Ausbau der Institution beteiligt hätten. Fraenkel glaubte, an einer glücklichen Zukunft Israels mitwirken zu können, erlebte die volle Gleichberechtigung jüdischer Bürger jedoch nicht mehr. Er verstarb im Jahr 1848, in dem Juden das Wahlrecht erhielten.
Maimon Fraenkel war seit 1822 verheiratet mit Ulrica Levy, deren Vater ein Hamburger Kaufmann war. Das Ehepaar hatte mehrere Kinder, die früh verstarben. Seine Frau starb am 8. Juni 1874. Die Grabstätten befanden sich bis zur Zeit des Nationalsozialismus auf dem Jüdischen Friedhof am Grindel und wurden zwischen 1936 und 1938 in ein Gemeinschaftsgrab auf dem Jüdischen Friedhof Ohlsdorf verlegt. In der Ehrenanlage im Bereich „Grindelfriedhof“ wird dort mit einem Gedenkstein an Maimon Fraenkel und seine Ehefrau erinnert.

## Werke
Erste Publikationen verfasste Fraenkel während seiner Zeit in Dresden. 1809 bezog er unter anderem in der Zeitschrift Sulamit progressiv Stellung zu religiösen Fragen. Er schrieb unter anderem den Artikel Ueber die Confirmation bei den Israeliten, in dem er dazu aufrief, dass diesen nahegebracht werden solle, welchen Pflichten sie „als Israeliten und Staatsbürger“ nachzukommen hätten. Darüber hinaus verfasste er kurze biografische Artikel und kleinere Übersetzungen deutscher Werke von der deutschen in die hebräische Sprache. Ebenfalls während der Zeit in Dresden publizierte er Texte, die für schulische Zwecke genutzt werden sollten: Fraenkel verwendete hierfür sein Pseudonym M. Fredau. Unter diesem Pseudonym erstellte er gemeinsam mit Gotthold Salomon die Chrestomathie Tetona. Das umfangreiche Werk enthielt Beiträge deutscher Schriftsteller, die sich mit Gott und Religion, der Natur und Weltweisheiten auseinandersetzten.